# Artasires (general)
Artasires fou un general persa de Darios II de Pèrsia.
Quan Arsites es va revoltar contra el seu germà, Darios II de Pèrsia, fou enviat contra el rebel, però aquest el va derrotar dues vegades; en una tercera batalla va derrotar a Artifi, lloctinent d'Arsites subornant als seus mercenaris grecs i finalment va posar fi a la revolta. L'esmenta Ctèsies.